# Édouard Delebarre-Debay
Édouard Delebarre-Debay (ou Delebarre ou Delebarre de Bay, né à Lille le 19 février 1836 et mort à Paris 10e le 18 avril 1891) est un architecte français.

## Biographie
Né Delebarre, marié à Gabrielle Debay, fille de Jean-Baptiste Debay, il exerce sous le nom de Delebarre-Debay par adjonction à son patronyme du nom patronymique de sa femme (la réunion des 2 noms sera entérinée par demarche de son fils ultérieurement).
Il a travaillé principalement sur des œuvres publiques, édifices religieux pour la plupart.

## Œuvres principales
- Paris, le CentQuatre en collaboration avec Godon sous la direction de Victor Baltard pour le bâtiment des pompes funèbres en 1874. Ce bâtiment est marqué par l'empreinte de cette fin de XIXe siècle à Paris : pierre néoclassique et invention de l'architecture métallique, portées par Victor Baltard et Henri Labrouste qui en furent à l'origine.
- Paris, Église Saint-François-de-Sales[3].
- Paris, Église de l'immaculée conception[4].
- Lourdes, Église paroissiale du Sacré-Cœur de Lourdes[5].
- Escalier à double rampe à Pontoise[6].

Œuvres de Édouard Delebarre-Debay
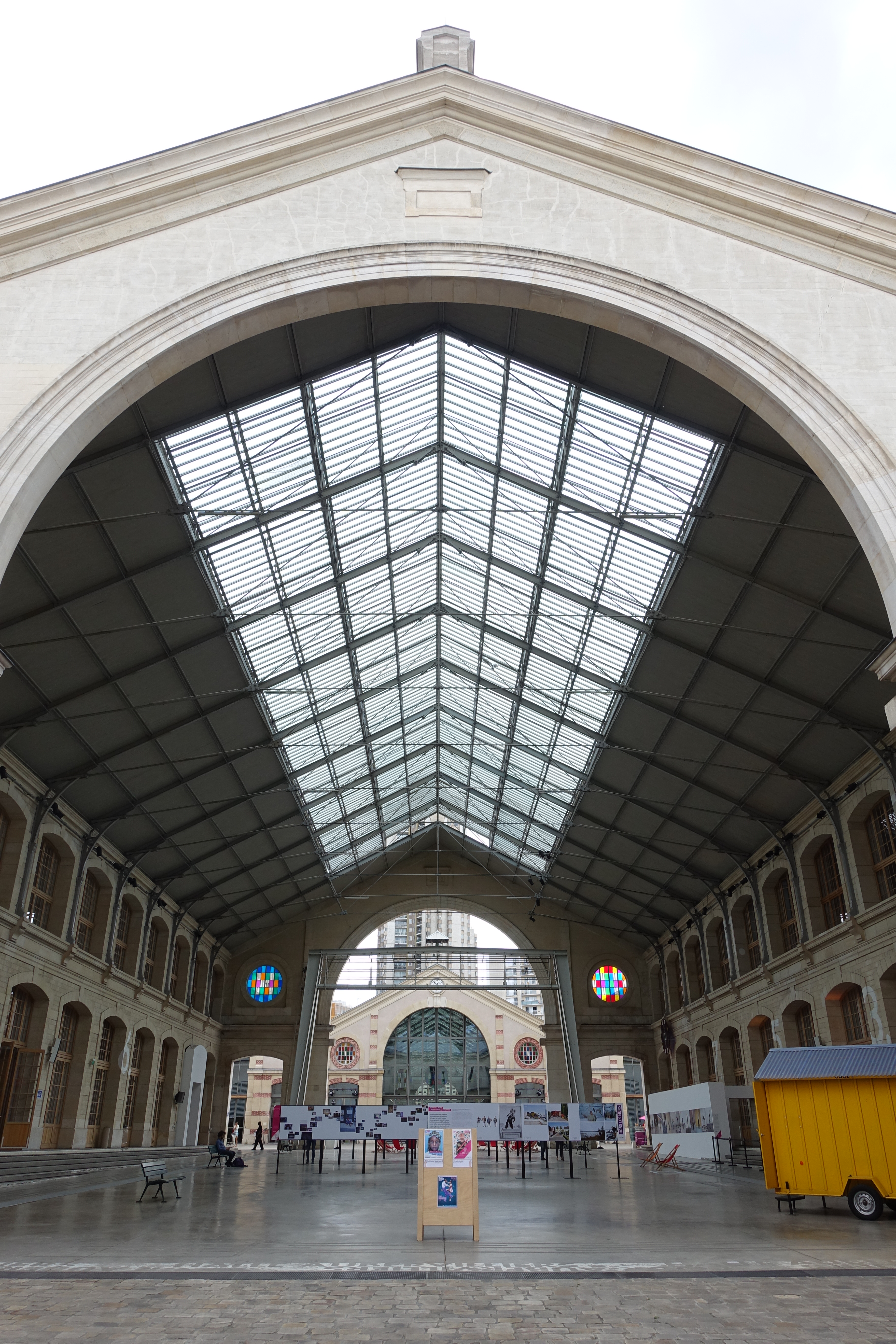
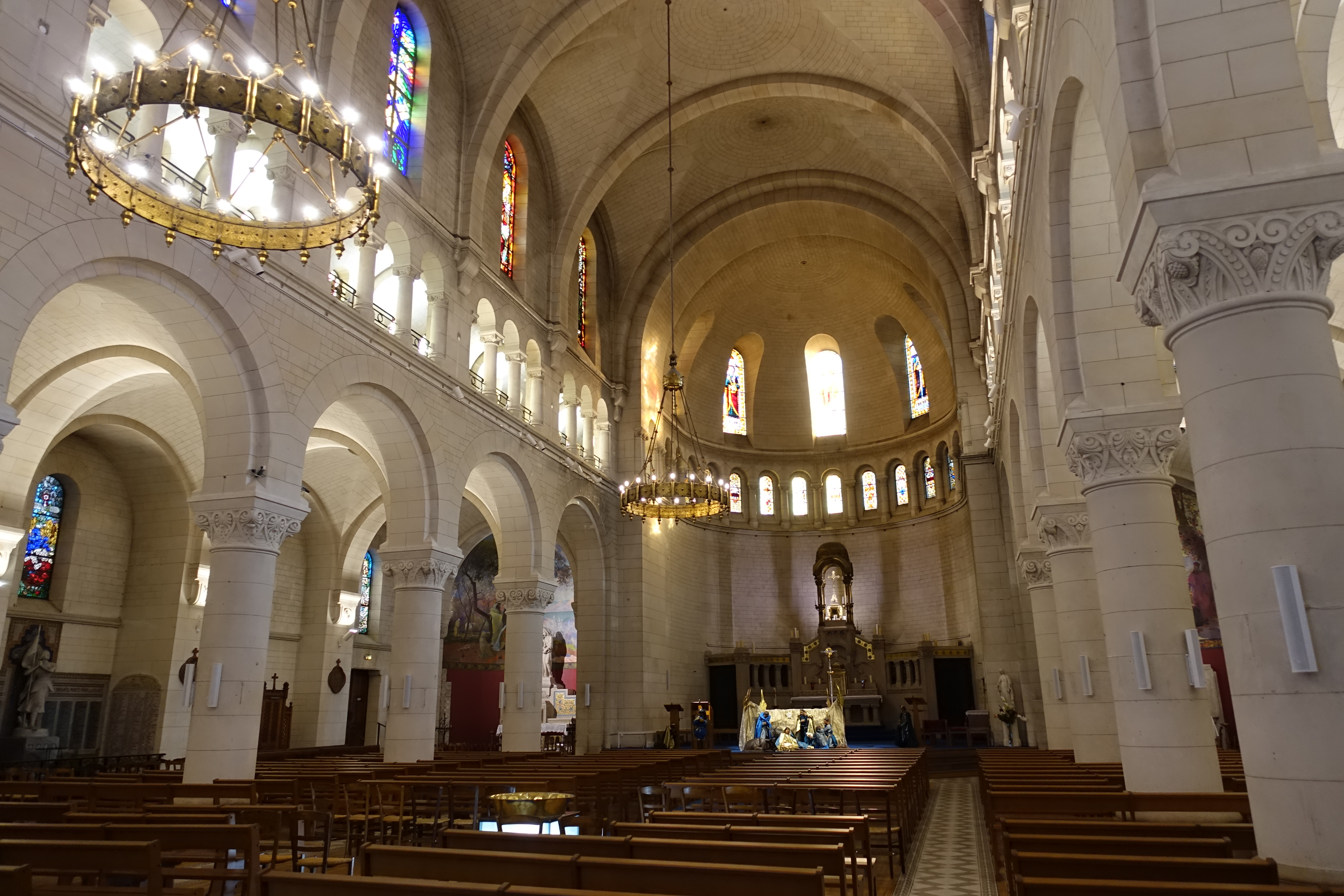
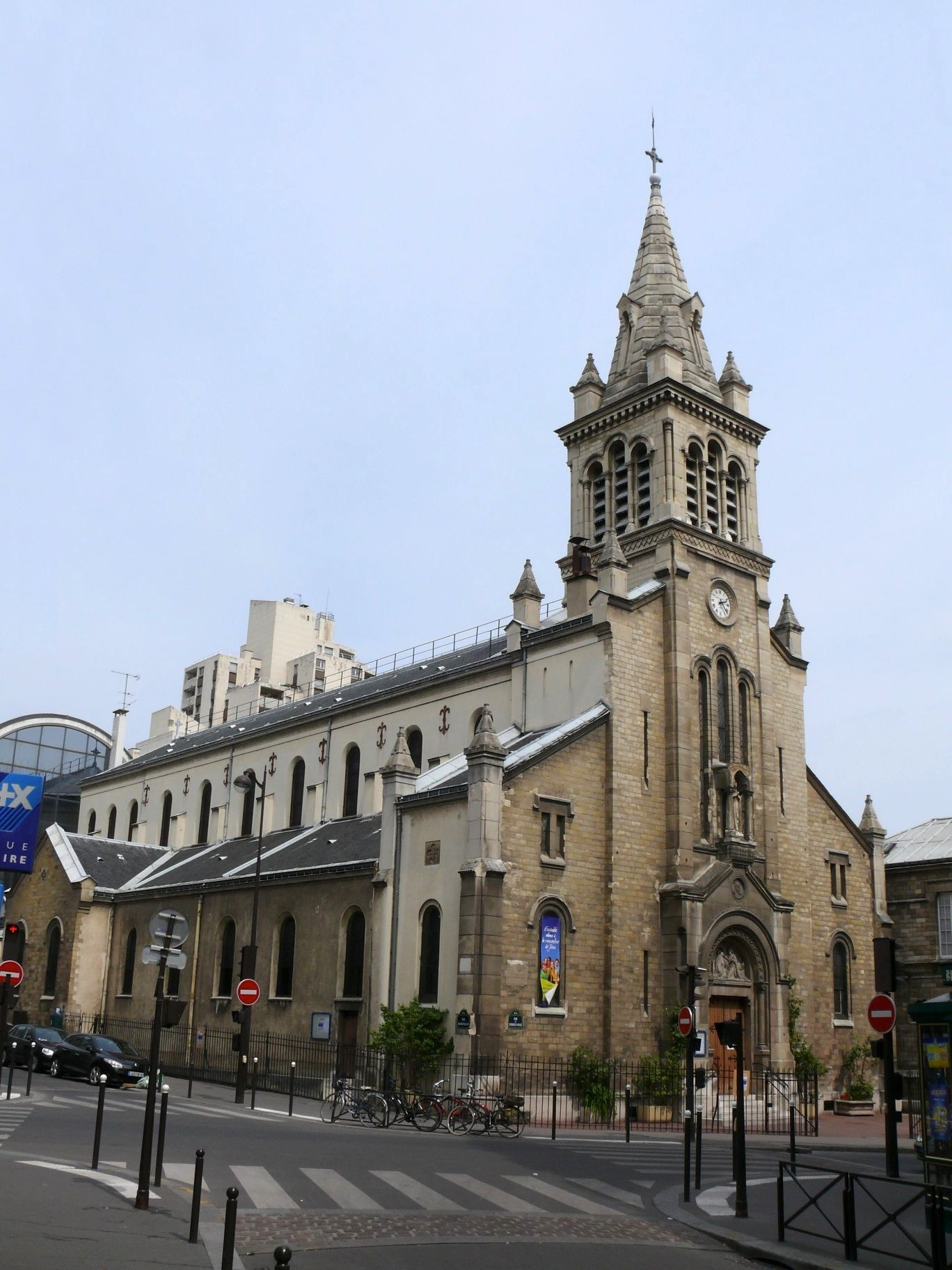
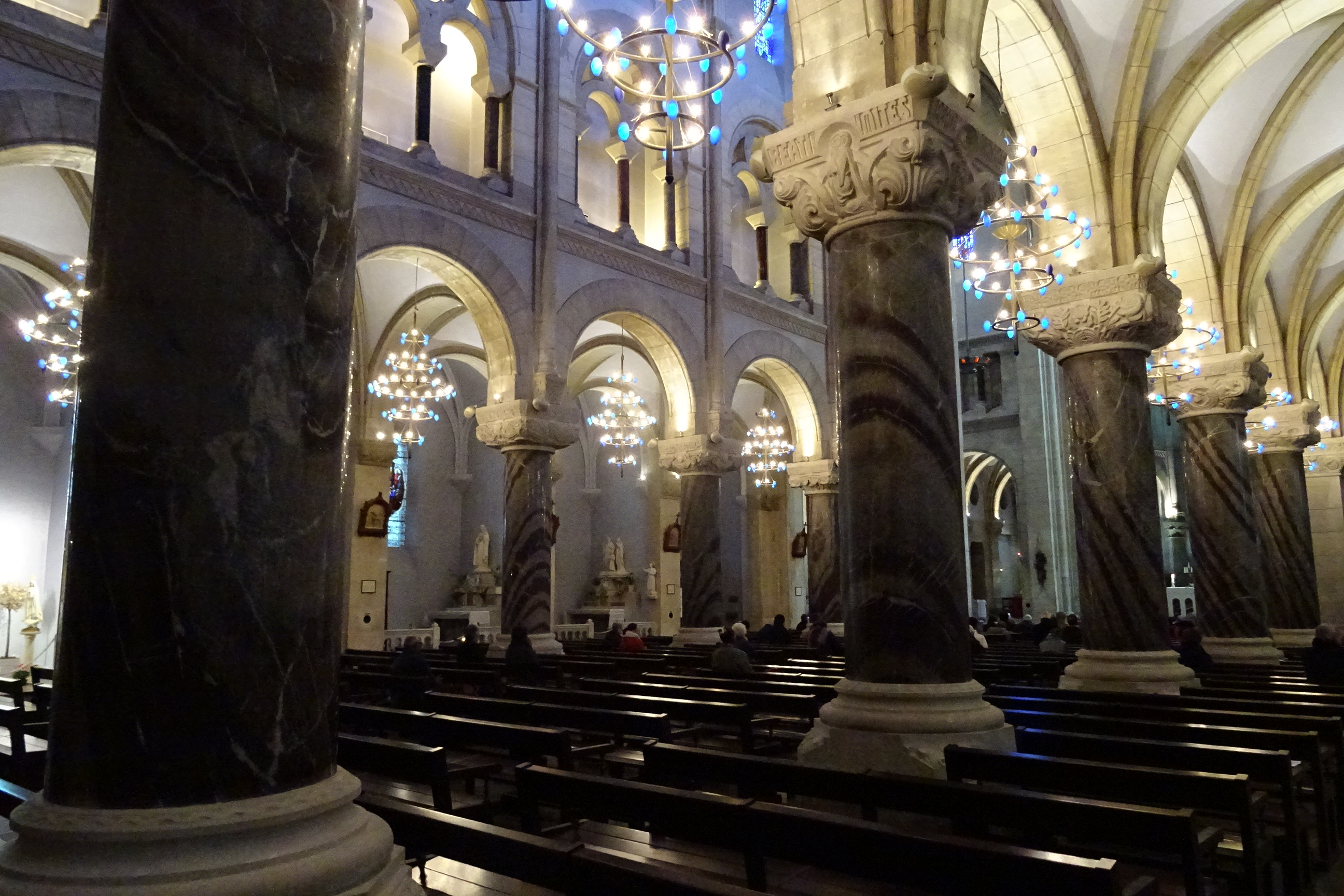
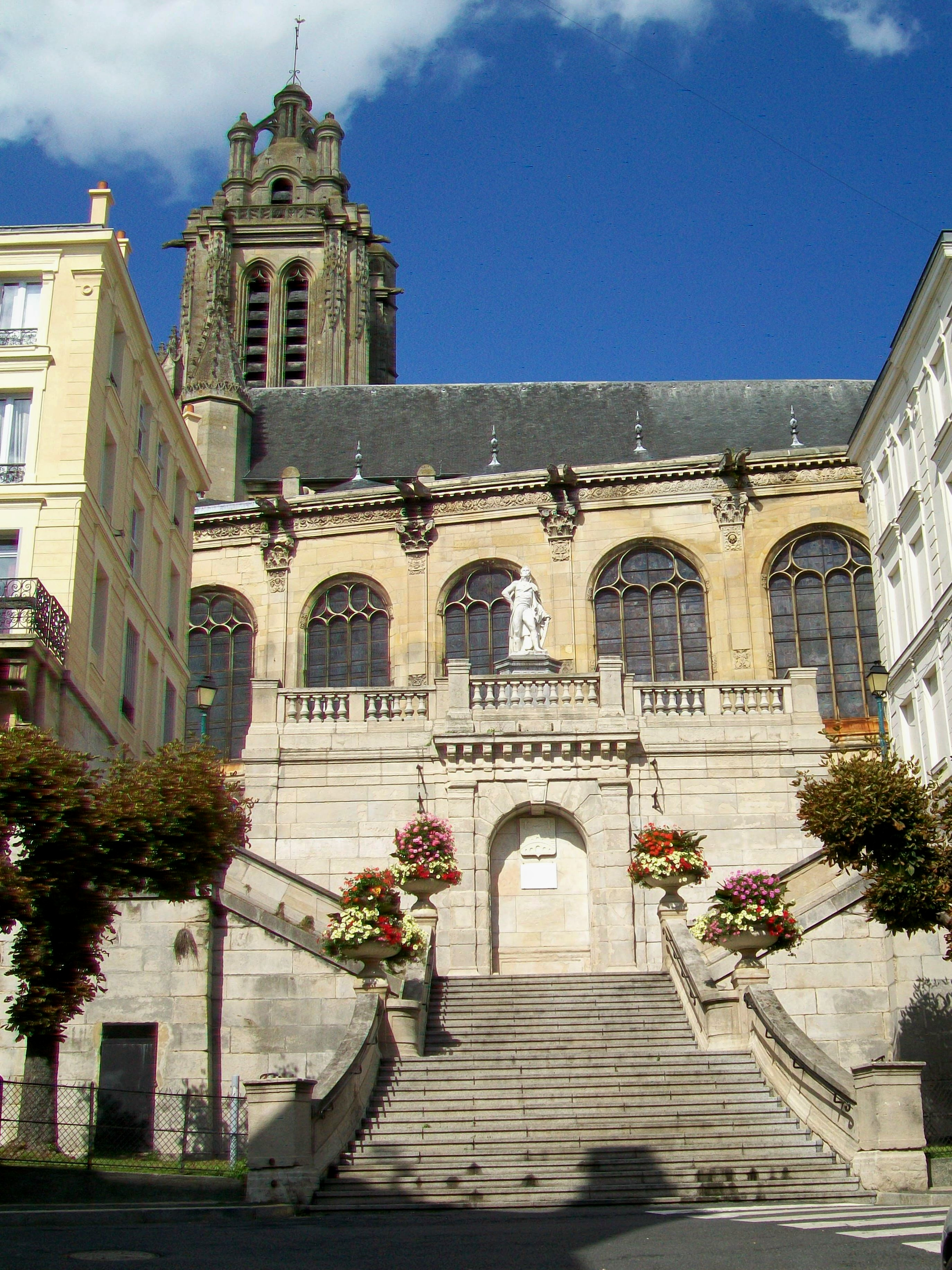